# Milan-San Remo 2022
La 113e édition de Milan-San Remo a lieu le 19 mars 2022 sur une distance de 293 km en Italie, entre Milan et Sanremo. Elle fait partie du calendrier UCI World Tour 2022 en catégorie 1.UWT. 
Le Slovène Matej Mohorič (Bahrain Victorious) s'est imposé en solitaire après une attaque dans la descente du Poggio à moins de 5 kilomètres de l'arrivée. Le Français Anthony Turgis (Team TotalEnergies), qui a attaqué dans le dernier kilomètre pour tenter de combler l'écart avec Mohorič, prend la deuxième place devant le groupe des favoris, où Mathieu van der Poel décroche la troisième place (Alpecin-Fenix).

## Présentation

### Parcours
Le départ qui avait été donné au Château des Sforza est de nouveau organisé au célèbre vélodrome Maspes-Vigorelli de Milan. Le Passo del Turchino qui fait son retour cette année est le seul changement de cette édition 2022.
Les côtes ou capi de cette édition 2022 sont :
- le Passo del Turchino après 149,2 km soit à 143,8 km de l'arrivée,
- le Capo Mele après 235,7 km soit à 57,3 km de l'arrivée,
- le Capo Cervo après 241,5 km soit à 51,5 km de l'arrivée,
- le Capo Berta après 254,2 km soit à 38,8 km de l'arrivée,
- la Cipressa – 5,6 km à 4,1 % - après 271,4 km soit à 21,6 km de l'arrivée,
- le Poggio di San Remo – 3,7 km à 4 %, pente maximale à 8 % - après 287,5 km soit à 5,5 km de l'arrivée.

### Équipes
Milan-San Remo figurant au calendrier du World Tour, les 18 UCI WorldTeams sont présentes, auxquelles il faut ajouter 6 UCI ProTeams invitées. 
| WorldTeams (18)- AG2R Citroën Team - Astana Qazaqstan Team - Bahrain Victorious - Bora-Hansgrohe - Cofidis - EF Education-EasyPost - Groupama-FDJ - Ineos Grenadiers - Intermarché-Wanty-Gobert Matériaux - Israel-Premier Tech - Jumbo-Visma - Lotto-Soudal - Movistar Team - Quick-Step Alpha Vinyl - BikeExchange-Jayco - Team DSM - Trek-Segafredo - UAE Team Emirates ProTeams (6)- Alpecin-Fenix - Arkéa-Samsic - Bardiani-CSF-Faizanè - Drone Hopper-Androni Giocattoli - Eolo-Kometa - TotalEnergies |
| |

### Principaux favoris
Récent vainqueur des trois courses auxquelles il a participé depuis le début de la saison 2022 (Tour des Émirats arabes unis, Strade Bianche et Tirreno Adriatico), le Slovène Tadej Pogačar (UAE Emirates) est l'homme en forme et le grand favori de cette classique. 
Le Belge Wout van Aert (Jumbo Visma) qui a servi d'équipier de luxe à Primož Roglič et obtenu le maillot vert lors du récent Paris-Nice fait aussi figure de favori tout comme Roglič lui-même. La classique italienne voit aussi le retour du Néerlandais Mathieu van der Poel (Alpecin Fenix), aligné in extremis alors qu'il devait initialement reprendre la compétition la semaine suivante.
Si la victoire doit se jouer au sprint, Jasper Philipsen (Alpecin Fenix), Fabio Jakobsen (Quick-Step Alpha Vinyl), Alexander Kristoff (vainqueur en 2014), Giacomo Nizzolo (Israel Premier Tech), Peter Sagan (TotalEnergies) et Arnaud Démare (Groupama FDJ) sont les noms les plus souvent cités. Parmi les outsiders, les noms de Mads Pedersen (Trek Segafredo), Matej Mohorič et Damiano Caruso (Bahrain Victorious), Alessandro Covi (UAE Emirates), Tom Pidcock et Michal Kwiatkowski (Ineos Grenadiers) sont aussi avancés.
Autre favori, le champion du monde français Julian Alaphilippe (Quick-Step Alpha Vinyl) ne s'alignera pas sur la course en raison d'une bronchite. Pas plus que Jasper Stuyven (Trek Segafredo), le vainqueur de la dernière édition ni Caleb Ewan (Lotto Soudal) aussi malades.

## Récit de la course
Dès le début de la course, une échappée de huit hommes prend de l'avance sur le peloton. Ces huit coureurs sont les Italiens Alessandro Tonelli (Bardiani), Samuele Rivi (Eolo-Kometa), Filippo Tagliani (Androni-Sidermec) et Filippo Conca (Lotto Soudal), les Espagnols Diego Pablo Sevilla (Eolo-Kometa) et Ricardo Zurita (Androni-Sidermec) et les Kazakhs Yevgeniy Gidich et Artyom Zakharov (Astana). L'écart avec le peloton monte jusqu'à 6 minutes. En fin de course, les échappés sont progressivement repris. Les deux derniers fuyards (Tonelli et Rivi) sont dépassés par l'avant-garde du peloton au début de l'ascension du Poggio à un peu moins de 9 kilomètres de l'arrivée. 
Dans cette montée du Poggio, le Slovène Tadej Pogačar (UAE Emirates) tente à trois reprises de lâcher ses adversaires puis le Danois Søren Kragh Andersen (Team DSM) essaie aussi mais en vain, le Belge Wout van Aert (Jumbo Visma) et le Néerlandais  Mathieu van der Poel (Alpecin Fenix) revenant chaque fois sur l'attaquant. Et c'est un groupe d'une bonne quinzaine d'hommes en file indienne qui bascule en tête pour la descente. Le Slovène Matej Mohorič (Bahrain Victorious) se porte alors en tête du groupe puis, grâce à une descente rapide et risquée, creuse un écart de quelques secondes sur ses poursuivants. Dans la partie finale, il parvient à conserver un espace suffisant pour franchir la ligne d'arrivée en vainqueur devant le Français Anthony Turgis (TotalEnergies) sorti du groupe des poursuivants.

## Classements

### Classement de la course
| \| Classement général \| Classement général \| Classement général \| Classement général \| Classement général \| \| Coureur \| Coureur \| Pays \| Équipe \| Temps \| \| ------------------ \| -------------------- \| ------------------ \| ---------------------------------- \| ------------------ \| \| 1er \| Matej Mohorič \| Slovénie \| Bahrain Victorious \| 6 h 27 min 49 s \| \| 2e \| Anthony Turgis \| France \| TotalEnergies \| + 2 s \| \| 3e \| Mathieu van der Poel \| Pays-Bas \| Alpecin-Fenix \| + 2 s \| \| 4e \| Michael Matthews \| Australie \| BikeExchange-Jayco \| + 2 s \| \| 5e \| Tadej Pogačar \| Slovénie \| UAE Team Emirates \| + 2 s \| \| 6e \| Mads Pedersen \| Danemark \| Trek-Segafredo \| + 2 s \| \| 7e \| Søren Kragh Andersen \| Danemark \| Team DSM \| + 2 s \| \| 8e \| Wout van Aert \| Belgique \| Jumbo-Visma \| + 2 s \| \| 9e \| Jan Tratnik \| Slovénie \| Bahrain Victorious \| + 5 s \| \| 10e \| Arnaud Démare \| France \| Groupama-FDJ \| + 11 s \| \| 11e \| Vincenzo Albanese \| Italie \| Eolo-Kometa \| + 11 s \| \| 12e \| Biniam Girmay \| Érythrée \| Intermarché-Wanty-Gobert Matériaux \| + 11 s \| \| 13e \| Alex Aranburu \| Espagne \| Movistar Team \| + 11 s \| \| 14e \| Florian Sénéchal \| France \| Quick-Step Alpha Vinyl \| + 11 s \| \| 15e \| Damiano Caruso \| Italie \| Bahrain Victorious \| + 11 s \| \| 16e \| Michał Kwiatkowski \| Pologne \| Ineos Grenadiers \| + 11 s \| \| 17e \| Primož Roglič \| Slovénie \| Jumbo-Visma \| + 11 s \| \| 18e \| Giacomo Nizzolo \| Italie \| Israel-Premier Tech \| + 21 s \| \| 19e \| Lorenzo Rota \| Italie \| Intermarché-Wanty-Gobert Matériaux \| + 21 s \| \| 20e \| Quentin Pacher \| France \| Groupama-FDJ \| + 21 s \| |                      |           |                                    |                 |
| |                      |           |                                    |                 |
| Source : ProCyclingStats |                      |           |                                    |                 |
| Classement général |                      |           |                                    |                 |
| Coureur | Coureur              | Pays      | Équipe                             | Temps           |
| 1er | Matej Mohorič        | Slovénie  | Bahrain Victorious                 | 6 h 27 min 49 s |
| 2e | Anthony Turgis       | France    | TotalEnergies                      | + 2 s           |
| 3e | Mathieu van der Poel | Pays-Bas  | Alpecin-Fenix                      | + 2 s           |
| 4e | Michael Matthews     | Australie | BikeExchange-Jayco                 | + 2 s           |
| 5e | Tadej Pogačar        | Slovénie  | UAE Team Emirates                  | + 2 s           |
| 6e | Mads Pedersen        | Danemark  | Trek-Segafredo                     | + 2 s           |
| 7e | Søren Kragh Andersen | Danemark  | Team DSM                           | + 2 s           |
| 8e | Wout van Aert        | Belgique  | Jumbo-Visma                        | + 2 s           |
| 9e | Jan Tratnik          | Slovénie  | Bahrain Victorious                 | + 5 s           |
| 10e | Arnaud Démare        | France    | Groupama-FDJ                       | + 11 s          |
| 11e | Vincenzo Albanese    | Italie    | Eolo-Kometa                        | + 11 s          |
| 12e | Biniam Girmay        | Érythrée  | Intermarché-Wanty-Gobert Matériaux | + 11 s          |
| 13e | Alex Aranburu        | Espagne   | Movistar Team                      | + 11 s          |
| 14e | Florian Sénéchal     | France    | Quick-Step Alpha Vinyl             | + 11 s          |
| 15e | Damiano Caruso       | Italie    | Bahrain Victorious                 | + 11 s          |
| 16e | Michał Kwiatkowski   | Pologne   | Ineos Grenadiers                   | + 11 s          |
| 17e | Primož Roglič        | Slovénie  | Jumbo-Visma                        | + 11 s          |
| 18e | Giacomo Nizzolo      | Italie    | Israel-Premier Tech                | + 21 s          |
| 19e | Lorenzo Rota         | Italie    | Intermarché-Wanty-Gobert Matériaux | + 21 s          |
| 20e | Quentin Pacher       | France    | Groupama-FDJ                       | + 21 s          |

### Classement UCI
La course attribue des points au Classement mondial UCI 2022 selon le barème suivant :
| Position           | 1er | 2e  | 3e  | 4e  | 5e  | 6e  | 7e  | 8e  | 9e  | 10e | 11e | 12e | 13e | 14e | 15e | 16e à 20e | 21e à 30e | 31e à 50e | 51e à 55e | 56e à 60e |
| Classement général | 500 | 400 | 325 | 275 | 225 | 175 | 150 | 125 | 100 | 85  | 70  | 60  | 50  | 40  | 35  | 30        | 20        | 10        | 5         | 3         |

## Liste des participants
| Trek-Segafredo TFS | Trek-Segafredo TFS         | Trek-Segafredo TFS |
| ------------------ | -------------------------- | ------------------ |
| Num                | Coureur                    | Pos                |
| 1                  | Mads Pedersen (DEN)        | 6e                 |
| 2                  | Gianluca Brambilla (ITA)   | 21e                |
| 3                  | Tony Gallopin (FRA)        | 139e               |
| 4                  | Alex Kirsch (LUX)          | 40e                |
| 5                  | Jacopo Mosca (ITA)         | 155e               |
| 6                  | Simon Pellaud (SUI)        | 133e               |
| 7                  | Toms Skujiņš (LAT) (route) | 88e                |

| AG2R Citroën Team ACT | AG2R Citroën Team ACT   | AG2R Citroën Team ACT |
| --------------------- | ----------------------- | --------------------- |
| Num                   | Coureur                 | Pos                   |
| 11                    | Greg Van Avermaet (BEL) | 35e                   |
| 12                    | Benoît Cosnefroy (FRA)  | 78e                   |
| 13                    | Bob Jungels (LUX)       | 52e                   |
| 14                    | Mikaël Cherel (FRA)     | 119e                  |
| 15                    | Gijs Van Hoecke (BEL)   | 134e                  |
| 16                    | Andrea Vendrame (ITA)   | 30e                   |
| 17                    | Lawrence Warbasse (USA) | 79e                   |

| Alpecin-Fenix AFC | Alpecin-Fenix AFC          | Alpecin-Fenix AFC |
| ----------------- | -------------------------- | ----------------- |
| Num               | Coureur                    | Pos               |
| 21                | Mathieu van der Poel (NED) | 3e                |
| 22                | Silvan Dillier (SUI)       | 102e              |
| 23                | Michael Gogl (AUT)         | 112e              |
| 24                | Stefano Oldani (ITA)       | 43e               |
| 25                | Jasper Philipsen (BEL)     | 66e               |
| 26                | Kristian Sbaragli (ITA)    | 39e               |
| 27                | Robert Stannard (AUS)      | NP                |

| Astana Qazaqstan Team AST | Astana Qazaqstan Team AST | Astana Qazaqstan Team AST |
| ------------------------- | ------------------------- | ------------------------- |
| Num                       | Coureur                   | Pos                       |
| 31                        | Gianni Moscon (ITA)       | 101e                      |
| 32                        | Manuele Boaro (ITA)       | 73e                       |
| 33                        | Fabio Felline (ITA)       | 47e                       |
| 34                        | Leonardo Basso (ITA)      | 126e                      |
| 35                        | Yevgeniy Gidich (KAZ)     | 94e                       |
| 36                        | Davide Martinelli (ITA)   | 137e                      |
| 37                        | Artyom Zakharov (KAZ)     | 117e                      |

| Bahrain Victorious TBV | Bahrain Victorious TBV      | Bahrain Victorious TBV |
| ---------------------- | --------------------------- | ---------------------- |
| Num                    | Coureur                     | Pos                    |
| 41                     | Phil Bauhaus (GER)          | 136e                   |
| 42                     | Damiano Caruso (ITA)        | 15e                    |
| 43                     | Jonathan Milan (ITA)        | 115e                   |
| 44                     | Matej Mohorič (SLO) (route) | 1er                    |
| 45                     | Jasha Sütterlin (GER)       | 70e                    |
| 46                     | Jan Tratnik (SLO)           | 9e                     |
| 47                     | Yukiya Arashiro (JPN)       | 111e                   |

| Bardiani CSF Faizanè BCF | Bardiani CSF Faizanè BCF | Bardiani CSF Faizanè BCF |
| ------------------------ | ------------------------ | ------------------------ |
| Num                      | Coureur                  | Pos                      |
| 51                       | Sacha Modolo (ITA)       | 106e                     |
| 52                       | Luca Covili (ITA)        | 82e                      |
| 53                       | Filippo Fiorelli (ITA)   | 29e                      |
| 54                       | Davide Gabburo (ITA)     | 96e                      |
| 55                       | Omar El Gouzi (ITA)      | 120e                     |
| 56                       | Alessandro Tonelli (ITA) | 67e                      |
| 57                       | Filippo Zana (ITA)       | 98e                      |

| Bora-Hansgrohe BOH | Bora-Hansgrohe BOH        | Bora-Hansgrohe BOH |
| ------------------ | ------------------------- | ------------------ |
| Num                | Coureur                   | Pos                |
| 62                 | Giovanni Aleotti (ITA)    | 105e               |
| 63                 | Cesare Benedetti (POL)    | 54e                |
| 64                 | Marco Haller (AUT)        | 50e                |
| 65                 | Ryan Mullen (IRL) (route) | 143e               |
| 66                 | Ide Schelling (NED)       | AB                 |
| 67                 | Danny van Poppel (NED)    | 141e               |

| Cofidis COF | Cofidis COF               | Cofidis COF |
| ----------- | ------------------------- | ----------- |
| Num         | Coureur                   | Pos         |
| 71          | Bryan Coquard (FRA)       | 37e         |
| 72          | Davide Cimolai (ITA)      | 157e        |
| 73          | Simone Consonni (ITA)     | 28e         |
| 74          | Simon Geschke (GER)       | 32e         |
| 75          | Pierre-Luc Périchon (FRA) | 109e        |
| 76          | Szymon Sajnok (POL)       | 129e        |
| 77          | Davide Villella (ITA)     | 110e        |

| Drone Hopper-Androni Giocattoli DRA | Drone Hopper-Androni Giocattoli DRA | Drone Hopper-Androni Giocattoli DRA |
| ----------------------------------- | ----------------------------------- | ----------------------------------- |
| Num                                 | Coureur                             | Pos                                 |
| 81                                  | Didier Merchán (COL)                | AB                                  |
| 82                                  | Eduard-Michael Grosu (ROU)          | 156e                                |
| 83                                  | Umberto Marengo (ITA)               | 153e                                |
| 84                                  | Jhonatan Restrepo (COL)             | 59e                                 |
| 85                                  | Filippo Tagliani (ITA)              | 152e                                |
| 86                                  | Edoardo Zardini (ITA)               | 113e                                |
| 87                                  | Ricardo Zurita (ESP)                | 142e                                |

| EF Education-EasyPost EFE | EF Education-EasyPost EFE | EF Education-EasyPost EFE |
| ------------------------- | ------------------------- | ------------------------- |
| Num                       | Coureur                   | Pos                       |
| 91                        | Alberto Bettiol (ITA)     | 131e                      |
| 92                        | Owain Doull (GBR)         | 36e                       |
| 93                        | Michael Valgren (DEN)     | 25e                       |
| 94                        | Jonas Rutsch (GER)        | 87e                       |
| 95                        | Thomas Scully (NZL)       | 132e                      |
| 96                        | James Shaw (GBR)          | 135e                      |
| 97                        | Julius van den Berg (NED) | 147e                      |

| Eolo-Kometa EOK | Eolo-Kometa EOK           | Eolo-Kometa EOK |
| --------------- | ------------------------- | --------------- |
| Num             | Coureur                   | Pos             |
| 101             | Vincenzo Albanese (ITA)   | 11e             |
| 102             | Davide Bais (ITA)         | 97e             |
| 103             | Francesco Gavazzi (ITA)   | 44e             |
| 104             | Mirco Maestri (ITA)       | 84e             |
| 105             | Samuele Rivi (ITA)        | 74e             |
| 106             | Diego Rosa (ITA)          | 46e             |
| 107             | Diego Pablo Sevilla (ESP) | 65e             |

| Groupama-FDJ GFC | Groupama-FDJ GFC                  | Groupama-FDJ GFC |
| ---------------- | --------------------------------- | ---------------- |
| Num              | Coureur                           | Pos              |
| 111              | Arnaud Démare (FRA)               | 10e              |
| 112              | Kevin Geniets (LUX) (route)       | 107e             |
| 113              | Quentin Pacher (FRA)              | 20e              |
| 114              | Ignatas Konovalovas (LTU) (route) | AB               |
| 115              | Anthony Roux (FRA)                | 128e             |
| 116              | Miles Scotson (AUS)               | 149e             |
| 117              | Clément Davy (FRA)                | 150e             |

| Ineos Grenadiers IGD | Ineos Grenadiers IGD     | Ineos Grenadiers IGD |
| -------------------- | ------------------------ | -------------------- |
| Num                  | Coureur                  | Pos                  |
| 121                  | Michał Kwiatkowski (POL) | 16e                  |
| 122                  | Filippo Ganna (ITA)      | 51e                  |
| 123                  | Ethan Hayter (GBR)       | 56e                  |
| 124                  | Tom Pidcock (GBR)        | AB                   |
| 125                  | Luke Rowe (GBR)          | 85e                  |
| 126                  | Ben Swift (GBR) (route)  | 108e                 |
| 127                  | Elia Viviani (ITA)       | 116e                 |

| Intermarché-Wanty-Gobert Matériaux IWG | Intermarché-Wanty-Gobert Matériaux IWG | Intermarché-Wanty-Gobert Matériaux IWG |
| -------------------------------------- | -------------------------------------- | -------------------------------------- |
| Num                                    | Coureur                                | Pos                                    |
| 131                                    | Alexander Kristoff (NOR)               | 26e                                    |
| 132                                    | Biniam Girmay (ERI)                    | 12e                                    |
| 133                                    | Andrea Pasqualon (ITA)                 | 91e                                    |
| 134                                    | Lorenzo Rota (ITA)                     | 19e                                    |
| 135                                    | Rein Taaramäe (EST)                    | 140e                                   |
| 136                                    | Loïc Vliegen (BEL)                     | 93e                                    |
| 137                                    | Simone Petilli (ITA)                   | 69e                                    |

| Israel-Premier Tech IPT | Israel-Premier Tech IPT  | Israel-Premier Tech IPT |
| ----------------------- | ------------------------ | ----------------------- |
| Num                     | Coureur                  | Pos                     |
| 141                     | Giacomo Nizzolo (ITA)    | 18e                     |
| 142                     | Matthias Brändle (AUT)   | 83e                     |
| 143                     | Alexander Cataford (CAN) | 95e                     |
| 144                     | Alex Dowsett (GBR)       | 80e                     |
| 145                     | Omer Goldstein (ISR)     | 48e                     |
| 146                     | Krists Neilands (LAT)    | 21e                     |
| 147                     | Rick Zabel (GER)         | 71e                     |

| Jumbo-Visma TJV | Jumbo-Visma TJV             | Jumbo-Visma TJV |
| --------------- | --------------------------- | --------------- |
| Num             | Coureur                     | Pos             |
| 151             | Wout van Aert (BEL) (route) | 8e              |
| 152             | Edoardo Affini (ITA)        | 154e            |
| 153             | Christophe Laporte (FRA)    | 22e             |
| 154             | Primož Roglič (SLO)         | 17e             |
| 155             | Tosh Van der Sande (BEL)    | 99e             |
| 156             | Jos van Emden (NED)         | 158e            |
| 157             | Nathan Van Hooydonck (BEL)  | 58e             |

| Lotto-Soudal LTS | Lotto-Soudal LTS         | Lotto-Soudal LTS |
| ---------------- | ------------------------ | ---------------- |
| Num              | Coureur                  | Pos              |
| 162              | Filippo Conca (ITA)      | 145e             |
| 163              | Frederik Frison (BEL)    | 90e              |
| 164              | Philippe Gilbert (BEL)   | 144e             |
| 165              | Roger Kluge (GER)        | AB               |
| 166              | Maxim Van Gils (BEL)     | 34e              |
| 167              | Florian Vermeersch (BEL) | 125e             |

| Movistar Team MOV | Movistar Team MOV         | Movistar Team MOV |
| ----------------- | ------------------------- | ----------------- |
| Num               | Coureur                   | Pos               |
| 171               | Alex Aranburu (ESP)       | 13e               |
| 172               | William Barta (USA)       | 61e               |
| 173               | Iñigo Elosegui (ESP)      | 100e              |
| 174               | Iván García Cortina (ESP) | 23e               |
| 175               | Abner González (PUR)      | 45e               |
| 176               | Max Kanter (GER)          | 103e              |
| 177               | Gonzalo Serrano (ESP)     | 41e               |

| Quick-Step Alpha Vinyl QST | Quick-Step Alpha Vinyl QST | Quick-Step Alpha Vinyl QST |
| -------------------------- | -------------------------- | -------------------------- |
| Num                        | Coureur                    | Pos                        |
| 181                        | Fabio Jakobsen (NED)       | 86e                        |
| 182                        | Andrea Bagioli (ITA)       | 60e                        |
| 183                        | Rémi Cavagna (FRA) (route) | 127e                       |
| 184                        | Mattia Cattaneo (ITA)      | 104e                       |
| 185                        | Mikkel Honoré (DEN)        | 38e                        |
| 186                        | Florian Sénéchal (FRA)     | 14e                        |
| 187                        | Zdeněk Štybar (CZE)        | 68e                        |

| Arkéa-Samsic ARK | Arkéa-Samsic ARK     | Arkéa-Samsic ARK |
| ---------------- | -------------------- | ---------------- |
| Num              | Coureur              | Pos              |
| 191              | Nacer Bouhanni (FRA) | 27e              |
| 192              | Maxime Bouet (FRA)   | 64e              |
| 193              | Romain Hardy (FRA)   | 151e             |
| 194              | Kévin Ledanois (FRA) | 121e             |
| 195              | Laurent Pichon (FRA) | 76e              |
| 196              | Clément Russo (FRA)  | 75e              |
| 197              | Connor Swift (GBR)   | 77e              |

| BikeExchange-Jayco BEX | BikeExchange-Jayco BEX    | BikeExchange-Jayco BEX |
| ---------------------- | ------------------------- | ---------------------- |
| Num                    | Coureur                   | Pos                    |
| 201                    | Michael Matthews (AUS)    | 4e                     |
| 202                    | Lawson Craddock (USA)     | 124e                   |
| 203                    | Luke Durbridge (AUS)      | 55e                    |
| 204                    | Alexander Edmondson (AUS) | 123e                   |
| 205                    | Alexander Konychev (ITA)  | 114e                   |
| 206                    | Cameron Meyer (AUS)       | 148e                   |
| 207                    | Luka Mezgec (SLO)         | 33e                    |

| Team DSM DSM | Team DSM DSM               | Team DSM DSM |
| ------------ | -------------------------- | ------------ |
| Num          | Coureur                    | Pos          |
| 211          | Chris Hamilton (AUS)       | 62e          |
| 212          | Romain Combaud (FRA)       | 122e         |
| 213          | Søren Kragh Andersen (DEN) | 7e           |
| 214          | Andreas Leknessund (NOR)   | 53e          |
| 215          | Joris Nieuwenhuis (NED)    | 63e          |
| 216          | Martijn Tusveld (NED)      | 130e         |
| 217          | Kevin Vermaerke (USA)      | 159e         |

| TotalEnergies TEN | TotalEnergies TEN          | TotalEnergies TEN |
| ----------------- | -------------------------- | ----------------- |
| Num               | Coureur                    | Pos               |
| 221               | Peter Sagan (SVK) (route)  | 92e               |
| 222               | Edvald Boasson Hagen (NOR) | 81e               |
| 223               | Maciej Bodnar (POL)        | 146e              |
| 224               | Niccolò Bonifazio (ITA)    | 49e               |
| 225               | Daniel Oss (ITA)           | 42e               |
| 226               | Julien Simon (FRA)         | 138e              |
| 227               | Anthony Turgis (FRA)       | 2e                |

| UAE Team Emirates UAD | UAE Team Emirates UAD | UAE Team Emirates UAD |
| --------------------- | --------------------- | --------------------- |
| Num                   | Coureur               | Pos                   |
| 231                   | Tadej Pogačar (SLO)   | 5e                    |
| 232                   | Alessandro Covi (ITA) | 72e                   |
| 233                   | Davide Formolo (ITA)  | AB                    |
| 234                   | Ryan Gibbons (RSA)    | 89e                   |
| 235                   | Jan Polanc (SLO)      | 57e                   |
| 236                   | Oliviero Troia (ITA)  | 118e                  |
| 237                   | Diego Ulissi (ITA)    | 24e                   |

| Trek-Segafredo TFS | Trek-Segafredo TFS         | Trek-Segafredo TFS |
| ------------------ | -------------------------- | ------------------ |
| Num                | Coureur                    | Pos                |
| 1                  | Mads Pedersen (DEN)        | 6e                 |
| 2                  | Gianluca Brambilla (ITA)   | 21e                |
| 3                  | Tony Gallopin (FRA)        | 139e               |
| 4                  | Alex Kirsch (LUX)          | 40e                |
| 5                  | Jacopo Mosca (ITA)         | 155e               |
| 6                  | Simon Pellaud (SUI)        | 133e               |
| 7                  | Toms Skujiņš (LAT) (route) | 88e                |

| AG2R Citroën Team ACT | AG2R Citroën Team ACT   | AG2R Citroën Team ACT |
| --------------------- | ----------------------- | --------------------- |
| Num                   | Coureur                 | Pos                   |
| 11                    | Greg Van Avermaet (BEL) | 35e                   |
| 12                    | Benoît Cosnefroy (FRA)  | 78e                   |
| 13                    | Bob Jungels (LUX)       | 52e                   |
| 14                    | Mikaël Cherel (FRA)     | 119e                  |
| 15                    | Gijs Van Hoecke (BEL)   | 134e                  |
| 16                    | Andrea Vendrame (ITA)   | 30e                   |
| 17                    | Lawrence Warbasse (USA) | 79e                   |

| Alpecin-Fenix AFC | Alpecin-Fenix AFC          | Alpecin-Fenix AFC |
| ----------------- | -------------------------- | ----------------- |
| Num               | Coureur                    | Pos               |
| 21                | Mathieu van der Poel (NED) | 3e                |
| 22                | Silvan Dillier (SUI)       | 102e              |
| 23                | Michael Gogl (AUT)         | 112e              |
| 24                | Stefano Oldani (ITA)       | 43e               |
| 25                | Jasper Philipsen (BEL)     | 66e               |
| 26                | Kristian Sbaragli (ITA)    | 39e               |
| 27                | Robert Stannard (AUS)      | NP                |

| Astana Qazaqstan Team AST | Astana Qazaqstan Team AST | Astana Qazaqstan Team AST |
| ------------------------- | ------------------------- | ------------------------- |
| Num                       | Coureur                   | Pos                       |
| 31                        | Gianni Moscon (ITA)       | 101e                      |
| 32                        | Manuele Boaro (ITA)       | 73e                       |
| 33                        | Fabio Felline (ITA)       | 47e                       |
| 34                        | Leonardo Basso (ITA)      | 126e                      |
| 35                        | Yevgeniy Gidich (KAZ)     | 94e                       |
| 36                        | Davide Martinelli (ITA)   | 137e                      |
| 37                        | Artyom Zakharov (KAZ)     | 117e                      |

| Bahrain Victorious TBV | Bahrain Victorious TBV      | Bahrain Victorious TBV |
| ---------------------- | --------------------------- | ---------------------- |
| Num                    | Coureur                     | Pos                    |
| 41                     | Phil Bauhaus (GER)          | 136e                   |
| 42                     | Damiano Caruso (ITA)        | 15e                    |
| 43                     | Jonathan Milan (ITA)        | 115e                   |
| 44                     | Matej Mohorič (SLO) (route) | 1er                    |
| 45                     | Jasha Sütterlin (GER)       | 70e                    |
| 46                     | Jan Tratnik (SLO)           | 9e                     |
| 47                     | Yukiya Arashiro (JPN)       | 111e                   |

| Bardiani CSF Faizanè BCF | Bardiani CSF Faizanè BCF | Bardiani CSF Faizanè BCF |
| ------------------------ | ------------------------ | ------------------------ |
| Num                      | Coureur                  | Pos                      |
| 51                       | Sacha Modolo (ITA)       | 106e                     |
| 52                       | Luca Covili (ITA)        | 82e                      |
| 53                       | Filippo Fiorelli (ITA)   | 29e                      |
| 54                       | Davide Gabburo (ITA)     | 96e                      |
| 55                       | Omar El Gouzi (ITA)      | 120e                     |
| 56                       | Alessandro Tonelli (ITA) | 67e                      |
| 57                       | Filippo Zana (ITA)       | 98e                      |

| Bora-Hansgrohe BOH | Bora-Hansgrohe BOH        | Bora-Hansgrohe BOH |
| ------------------ | ------------------------- | ------------------ |
| Num                | Coureur                   | Pos                |
| 62                 | Giovanni Aleotti (ITA)    | 105e               |
| 63                 | Cesare Benedetti (POL)    | 54e                |
| 64                 | Marco Haller (AUT)        | 50e                |
| 65                 | Ryan Mullen (IRL) (route) | 143e               |
| 66                 | Ide Schelling (NED)       | AB                 |
| 67                 | Danny van Poppel (NED)    | 141e               |

| Cofidis COF | Cofidis COF               | Cofidis COF |
| ----------- | ------------------------- | ----------- |
| Num         | Coureur                   | Pos         |
| 71          | Bryan Coquard (FRA)       | 37e         |
| 72          | Davide Cimolai (ITA)      | 157e        |
| 73          | Simone Consonni (ITA)     | 28e         |
| 74          | Simon Geschke (GER)       | 32e         |
| 75          | Pierre-Luc Périchon (FRA) | 109e        |
| 76          | Szymon Sajnok (POL)       | 129e        |
| 77          | Davide Villella (ITA)     | 110e        |

| Drone Hopper-Androni Giocattoli DRA | Drone Hopper-Androni Giocattoli DRA | Drone Hopper-Androni Giocattoli DRA |
| ----------------------------------- | ----------------------------------- | ----------------------------------- |
| Num                                 | Coureur                             | Pos                                 |
| 81                                  | Didier Merchán (COL)                | AB                                  |
| 82                                  | Eduard-Michael Grosu (ROU)          | 156e                                |
| 83                                  | Umberto Marengo (ITA)               | 153e                                |
| 84                                  | Jhonatan Restrepo (COL)             | 59e                                 |
| 85                                  | Filippo Tagliani (ITA)              | 152e                                |
| 86                                  | Edoardo Zardini (ITA)               | 113e                                |
| 87                                  | Ricardo Zurita (ESP)                | 142e                                |

| EF Education-EasyPost EFE | EF Education-EasyPost EFE | EF Education-EasyPost EFE |
| ------------------------- | ------------------------- | ------------------------- |
| Num                       | Coureur                   | Pos                       |
| 91                        | Alberto Bettiol (ITA)     | 131e                      |
| 92                        | Owain Doull (GBR)         | 36e                       |
| 93                        | Michael Valgren (DEN)     | 25e                       |
| 94                        | Jonas Rutsch (GER)        | 87e                       |
| 95                        | Thomas Scully (NZL)       | 132e                      |
| 96                        | James Shaw (GBR)          | 135e                      |
| 97                        | Julius van den Berg (NED) | 147e                      |

| Eolo-Kometa EOK | Eolo-Kometa EOK           | Eolo-Kometa EOK |
| --------------- | ------------------------- | --------------- |
| Num             | Coureur                   | Pos             |
| 101             | Vincenzo Albanese (ITA)   | 11e             |
| 102             | Davide Bais (ITA)         | 97e             |
| 103             | Francesco Gavazzi (ITA)   | 44e             |
| 104             | Mirco Maestri (ITA)       | 84e             |
| 105             | Samuele Rivi (ITA)        | 74e             |
| 106             | Diego Rosa (ITA)          | 46e             |
| 107             | Diego Pablo Sevilla (ESP) | 65e             |

| Groupama-FDJ GFC | Groupama-FDJ GFC                  | Groupama-FDJ GFC |
| ---------------- | --------------------------------- | ---------------- |
| Num              | Coureur                           | Pos              |
| 111              | Arnaud Démare (FRA)               | 10e              |
| 112              | Kevin Geniets (LUX) (route)       | 107e             |
| 113              | Quentin Pacher (FRA)              | 20e              |
| 114              | Ignatas Konovalovas (LTU) (route) | AB               |
| 115              | Anthony Roux (FRA)                | 128e             |
| 116              | Miles Scotson (AUS)               | 149e             |
| 117              | Clément Davy (FRA)                | 150e             |

| Ineos Grenadiers IGD | Ineos Grenadiers IGD     | Ineos Grenadiers IGD |
| -------------------- | ------------------------ | -------------------- |
| Num                  | Coureur                  | Pos                  |
| 121                  | Michał Kwiatkowski (POL) | 16e                  |
| 122                  | Filippo Ganna (ITA)      | 51e                  |
| 123                  | Ethan Hayter (GBR)       | 56e                  |
| 124                  | Tom Pidcock (GBR)        | AB                   |
| 125                  | Luke Rowe (GBR)          | 85e                  |
| 126                  | Ben Swift (GBR) (route)  | 108e                 |
| 127                  | Elia Viviani (ITA)       | 116e                 |

| Intermarché-Wanty-Gobert Matériaux IWG | Intermarché-Wanty-Gobert Matériaux IWG | Intermarché-Wanty-Gobert Matériaux IWG |
| -------------------------------------- | -------------------------------------- | -------------------------------------- |
| Num                                    | Coureur                                | Pos                                    |
| 131                                    | Alexander Kristoff (NOR)               | 26e                                    |
| 132                                    | Biniam Girmay (ERI)                    | 12e                                    |
| 133                                    | Andrea Pasqualon (ITA)                 | 91e                                    |
| 134                                    | Lorenzo Rota (ITA)                     | 19e                                    |
| 135                                    | Rein Taaramäe (EST)                    | 140e                                   |
| 136                                    | Loïc Vliegen (BEL)                     | 93e                                    |
| 137                                    | Simone Petilli (ITA)                   | 69e                                    |

| Israel-Premier Tech IPT | Israel-Premier Tech IPT  | Israel-Premier Tech IPT |
| ----------------------- | ------------------------ | ----------------------- |
| Num                     | Coureur                  | Pos                     |
| 141                     | Giacomo Nizzolo (ITA)    | 18e                     |
| 142                     | Matthias Brändle (AUT)   | 83e                     |
| 143                     | Alexander Cataford (CAN) | 95e                     |
| 144                     | Alex Dowsett (GBR)       | 80e                     |
| 145                     | Omer Goldstein (ISR)     | 48e                     |
| 146                     | Krists Neilands (LAT)    | 21e                     |
| 147                     | Rick Zabel (GER)         | 71e                     |

| Jumbo-Visma TJV | Jumbo-Visma TJV             | Jumbo-Visma TJV |
| --------------- | --------------------------- | --------------- |
| Num             | Coureur                     | Pos             |
| 151             | Wout van Aert (BEL) (route) | 8e              |
| 152             | Edoardo Affini (ITA)        | 154e            |
| 153             | Christophe Laporte (FRA)    | 22e             |
| 154             | Primož Roglič (SLO)         | 17e             |
| 155             | Tosh Van der Sande (BEL)    | 99e             |
| 156             | Jos van Emden (NED)         | 158e            |
| 157             | Nathan Van Hooydonck (BEL)  | 58e             |

| Lotto-Soudal LTS | Lotto-Soudal LTS         | Lotto-Soudal LTS |
| ---------------- | ------------------------ | ---------------- |
| Num              | Coureur                  | Pos              |
| 162              | Filippo Conca (ITA)      | 145e             |
| 163              | Frederik Frison (BEL)    | 90e              |
| 164              | Philippe Gilbert (BEL)   | 144e             |
| 165              | Roger Kluge (GER)        | AB               |
| 166              | Maxim Van Gils (BEL)     | 34e              |
| 167              | Florian Vermeersch (BEL) | 125e             |

| Movistar Team MOV | Movistar Team MOV         | Movistar Team MOV |
| ----------------- | ------------------------- | ----------------- |
| Num               | Coureur                   | Pos               |
| 171               | Alex Aranburu (ESP)       | 13e               |
| 172               | William Barta (USA)       | 61e               |
| 173               | Iñigo Elosegui (ESP)      | 100e              |
| 174               | Iván García Cortina (ESP) | 23e               |
| 175               | Abner González (PUR)      | 45e               |
| 176               | Max Kanter (GER)          | 103e              |
| 177               | Gonzalo Serrano (ESP)     | 41e               |

| Quick-Step Alpha Vinyl QST | Quick-Step Alpha Vinyl QST | Quick-Step Alpha Vinyl QST |
| -------------------------- | -------------------------- | -------------------------- |
| Num                        | Coureur                    | Pos                        |
| 181                        | Fabio Jakobsen (NED)       | 86e                        |
| 182                        | Andrea Bagioli (ITA)       | 60e                        |
| 183                        | Rémi Cavagna (FRA) (route) | 127e                       |
| 184                        | Mattia Cattaneo (ITA)      | 104e                       |
| 185                        | Mikkel Honoré (DEN)        | 38e                        |
| 186                        | Florian Sénéchal (FRA)     | 14e                        |
| 187                        | Zdeněk Štybar (CZE)        | 68e                        |

| Arkéa-Samsic ARK | Arkéa-Samsic ARK     | Arkéa-Samsic ARK |
| ---------------- | -------------------- | ---------------- |
| Num              | Coureur              | Pos              |
| 191              | Nacer Bouhanni (FRA) | 27e              |
| 192              | Maxime Bouet (FRA)   | 64e              |
| 193              | Romain Hardy (FRA)   | 151e             |
| 194              | Kévin Ledanois (FRA) | 121e             |
| 195              | Laurent Pichon (FRA) | 76e              |
| 196              | Clément Russo (FRA)  | 75e              |
| 197              | Connor Swift (GBR)   | 77e              |

| BikeExchange-Jayco BEX | BikeExchange-Jayco BEX    | BikeExchange-Jayco BEX |
| ---------------------- | ------------------------- | ---------------------- |
| Num                    | Coureur                   | Pos                    |
| 201                    | Michael Matthews (AUS)    | 4e                     |
| 202                    | Lawson Craddock (USA)     | 124e                   |
| 203                    | Luke Durbridge (AUS)      | 55e                    |
| 204                    | Alexander Edmondson (AUS) | 123e                   |
| 205                    | Alexander Konychev (ITA)  | 114e                   |
| 206                    | Cameron Meyer (AUS)       | 148e                   |
| 207                    | Luka Mezgec (SLO)         | 33e                    |

| Team DSM DSM | Team DSM DSM               | Team DSM DSM |
| ------------ | -------------------------- | ------------ |
| Num          | Coureur                    | Pos          |
| 211          | Chris Hamilton (AUS)       | 62e          |
| 212          | Romain Combaud (FRA)       | 122e         |
| 213          | Søren Kragh Andersen (DEN) | 7e           |
| 214          | Andreas Leknessund (NOR)   | 53e          |
| 215          | Joris Nieuwenhuis (NED)    | 63e          |
| 216          | Martijn Tusveld (NED)      | 130e         |
| 217          | Kevin Vermaerke (USA)      | 159e         |

| TotalEnergies TEN | TotalEnergies TEN          | TotalEnergies TEN |
| ----------------- | -------------------------- | ----------------- |
| Num               | Coureur                    | Pos               |
| 221               | Peter Sagan (SVK) (route)  | 92e               |
| 222               | Edvald Boasson Hagen (NOR) | 81e               |
| 223               | Maciej Bodnar (POL)        | 146e              |
| 224               | Niccolò Bonifazio (ITA)    | 49e               |
| 225               | Daniel Oss (ITA)           | 42e               |
| 226               | Julien Simon (FRA)         | 138e              |
| 227               | Anthony Turgis (FRA)       | 2e                |

| UAE Team Emirates UAD | UAE Team Emirates UAD | UAE Team Emirates UAD |
| --------------------- | --------------------- | --------------------- |
| Num                   | Coureur               | Pos                   |
| 231                   | Tadej Pogačar (SLO)   | 5e                    |
| 232                   | Alessandro Covi (ITA) | 72e                   |
| 233                   | Davide Formolo (ITA)  | AB                    |
| 234                   | Ryan Gibbons (RSA)    | 89e                   |
| 235                   | Jan Polanc (SLO)      | 57e                   |
| 236                   | Oliviero Troia (ITA)  | 118e                  |
| 237                   | Diego Ulissi (ITA)    | 24e                   |